# Magnus Bruun
Magnus Bruun Nielsen (født 3. januar 1984 i Hillerød) er en dansk skuespiller.

## Udvalgt filmografi

### Film
| År   | Titel               | Rolle                 | Note(r)  |
| ---- | ------------------- | --------------------- | -------- |
| 2007 | De unge år          | Gammel instruktørelev |          |
| 2009 | Violet Red          | Mand                  | Kortfilm |
| 2009 | Stykke for stykke   | Skuespiller           | Kortfilm |
| 2010 | Westbrick Murders   | Gidsel                |          |
| 2010 | Wasteland Tales     |                       |          |
| 2010 | Nemesis             | Betjent Buus          | Kortfilm |
| 2010 | Tour de Force       | Røde Ivan             |          |
| 2011 | Tilstand            | Toby                  | Kortfilm |
| 2012 | Omveje              |                       | Kortfilm |
| 2013 | Kampen              |                       | Kortfilm |
| 2013 | Sølvtråd            | Oliver                |          |
| 2014 | En, to, tresomt     | Barfyr                |          |
| 2014 | Big Hero 6          | Tadashi Hamada        | Stemme   |
| 2015 | Mordene på Katarina | Advokat               | Kortfilm |
| 2015 | Under sandet        | Soldat                |          |
| 2015 | Lang historie kort  | Max' bordherre        |          |
| 2017 | Gælden              | Johnny                |          |
| 2017 | Underverden         | Kollega               |          |
| 2017 | 3 ting              | Martin Lunderskov     |          |

### Tv-serier
| År        | Titel                | Rolle           | Note(r)               |
| --------- | -------------------- | --------------- | --------------------- |
| 2009      | Kristian             | Karsten         |                       |
| 2013      | Broen 2              | Christian       |                       |
| 2015      | Anton 90             | Ambulancelæge   |                       |
| 2017      | Historien om Danmark |                 | Dokumentar, miniserie |
| 2017      | Gidseltagningen      | Claus Dahlstrøm |                       |
| 2016-2018 | Sprinter Galore      | Thomas          |                       |
| 2018-     | The Last Kingdom     | Cnut            |                       |

## Spil
| År   | Titel                     | Rolle         | Note(r) |
| ---- | ------------------------- | ------------- | ------- |
| 2020 | Assassin's Creed Valhalla | Mandlig Eivor | Stemme  |